# Ivor Pandur
Ivor Pandur (Fiume, 25 marzo 2000) è un calciatore croato, portiere dell'Hull City.

## Carriera

### Club
Pandur ha fatto il suo debutto professionistico con il Rijeka nell'ottobre 2019 in una partita di coppa contro il Buje. Ha poi fatto il suo debutto in campionato il 14 dicembre 2019, giocando tutti i 90 minuti di una partita vinta per 3-1 sul Varaždin.
Il 31 agosto 2020, Pandur firma con il Verona un contratto di 5 anni. Debutta con i veneti il 28 ottobre 2020 in Coppa Italia contro il Venezia, dove (a seguito del 3-3 dei supplementari) risulta essere decisivo nella lotteria dei rigori successiva parandone 2. Debutta in Serie A il 9 maggio 2021 nell'1-1 contro il Torino.
Dopo due stagioni da portiere di riserva dei gialloblù (nella prima di Marco Silvestri, il secondo di Lorenzo Montipò), di cui la seconda terminata a febbraio per infortunio, il 7 luglio 2022 viene ceduto in prestito al Fortuna Sittard.
Il 28 aprile 2023 viene riscattato dal club olandese.
Il 20 gennaio 2024 viene acquistato dall'Hull City.

### Nazionale
È stato convocato per varie squadre nazionali giovanili croate.
Il 2 settembre 2021 fa il suo debutto con la Croazia Under-21 scendendo in campo da titolare nella partita vinta 2-0 ai danni dell'Azerbaigian.

## Statistiche

### Presenze e reti nei club
Statistiche aggiornate al 17 agosto 2025.
| Stagione               | Squadra                | Campionato             | Campionato | Campionato | Coppe nazionali | Coppe nazionali | Coppe nazionali | Coppe continentali | Coppe continentali | Coppe continentali | Altre coppe | Altre coppe | Altre coppe | Totale | Totale |
| Stagione               | Squadra                | Comp                   | Pres       | Reti       | Comp            | Pres            | Reti            | Comp               | Pres               | Reti               | Comp        | Pres        | Reti        | Pres   | Reti   |
| ---------------------- | ---------------------- | ---------------------- | ---------- | ---------- | --------------- | --------------- | --------------- | ------------------ | ------------------ | ------------------ | ----------- | ----------- | ----------- | ------ | ------ |
| 2019-2020              | Rijeka                 | 1HNL                   | 18         | -19        | HNK             | 4               | -2              | UEL                | 0                  | 0                  |             | -           | -           | 22     | -21    |
| 2020-2021              | Rijeka                 | 1HNL                   | 2          | -2         | HNK             | 0               | 0               | -                  | -                  | -                  |             | -           | -           | 2      | -2     |
| Totale Rijeka          | Totale Rijeka          | Totale Rijeka          | 20         | -21        |                 | 4               | -2              |                    | -                  | -                  |             | -           | -           | 24     | -23    |
| 2020-2021              | Verona                 | A                      | 4          | -6         | CI              | 2               | -5              | -                  | -                  | -                  | -           | -           | -           | 6      | -11    |
| 2021-2022              | Verona                 | A                      | 3          | -6         | CI              | 2               | -4              | -                  | -                  | -                  | -           | -           | -           | 5      | -10    |
| Totale Verona          | Totale Verona          | Totale Verona          | 7          | -12        |                 | 4               | -9              |                    | -                  | -                  |             | -           | -           | 11     | -21    |
| 2022-2023              | Fortuna Sittard        | E                      | 31         | -52        | CO              | 0               | 0               | -                  | -                  | -                  | -           | -           | -           | 31     | -52    |
| 2023-gen. 2024         | Fortuna Sittard        | E                      | 16         | -28        | CO              | 2               | -2              | -                  | -                  | -                  | -           | -           | -           | 18     | -30    |
| Totale Fortuna Sittard | Totale Fortuna Sittard | Totale Fortuna Sittard | 47         | -80        |                 | 2               | -2              |                    | -                  | -                  |             | -           | -           | 49     | -82    |
| gen.-giu. 2024         | Hull City              | FLC                    | 0          | 0          | FACup+CdL       | 0+0             | 0+0             | -                  | -                  | -                  |             | -           | -           | 0      | 0      |
| 2024-2025              | Hull City              | FLC                    | 44         | -52        | FACup+CdL       | 0+0             | 0+0             | -                  | -                  | -                  |             | -           | -           | 44     | -52    |
| 2025-2026              | Hull City              | FLC                    | 2          | -2         | FACup+CdL       | 0+0             | 0+0             | -                  | -                  | -                  |             | -           | -           | 2      | -2     |
| Totale Hull City       | Totale Hull City       | Totale Hull City       | 46         | -54        |                 | 0               | 0               |                    | -                  | -                  |             | -           | -           | 46     | -54    |
| Totale carriera        | Totale carriera        | Totale carriera        | 110        | -167       |                 | 10              | -13             |                    | 0                  | 0                  |             | 0           | 0           | 130    | -180   |

### Cronologia presenze e reti in nazionale
| Cronologia completa delle presenze e delle reti in nazionale ― Croazia under 21 | Cronologia completa delle presenze e delle reti in nazionale ― Croazia under 21 | Cronologia completa delle presenze e delle reti in nazionale ― Croazia under 21 | Cronologia completa delle presenze e delle reti in nazionale ― Croazia under 21 | Cronologia completa delle presenze e delle reti in nazionale ― Croazia under 21 | Cronologia completa delle presenze e delle reti in nazionale ― Croazia under 21 | Cronologia completa delle presenze e delle reti in nazionale ― Croazia under 21 | Cronologia completa delle presenze e delle reti in nazionale ― Croazia under 21 |
| Data                                                                            | Città                                                                           | In casa                                                                         | Risultato                                                                       | Ospiti                                                                          | Competizione                                                                    | Reti                                                                            | Note                                                                            |
| ------------------------------------------------------------------------------- | ------------------------------------------------------------------------------- | ------------------------------------------------------------------------------- | ------------------------------------------------------------------------------- | ------------------------------------------------------------------------------- | ------------------------------------------------------------------------------- | ------------------------------------------------------------------------------- | ------------------------------------------------------------------------------- |
| 2-9-2021                                                                        | Velika Gorica                                                                   | Croazia under 21                                                                | 2 – 0                                                                           | Azerbaigian under 21                                                            | Qual. Europeo Under-21 2023                                                     | -                                                                               |                                                                                 |
| 7-9-2021                                                                        | Oulu                                                                            | Finlandia under 21                                                              | 0 – 2                                                                           | Croazia under 21                                                                | Qual. Europeo Under-21 2023                                                     | -                                                                               |                                                                                 |
| 8-10-2021                                                                       | Varaždin                                                                        | Croazia under 21                                                                | 3 – 2                                                                           | Norvegia under 21                                                               | Qual. Europeo Under-21 2023                                                     | -2                                                                              |                                                                                 |
| 12-10-2021                                                                      | Sumqayıt                                                                        | Azerbaigian under 21                                                            | 1 – 5                                                                           | Croazia under 21                                                                | Qual. Europeo Under-21 2023                                                     | -1                                                                              |                                                                                 |
| Totale                                                                          |                                                                                 | Presenze                                                                        | 4                                                                               |                                                                                 | Reti                                                                            | -3                                                                              |                                                                                 |

| Cronologia completa delle presenze e delle reti in nazionale ― Croazia under 20 | Cronologia completa delle presenze e delle reti in nazionale ― Croazia under 20 | Cronologia completa delle presenze e delle reti in nazionale ― Croazia under 20 | Cronologia completa delle presenze e delle reti in nazionale ― Croazia under 20 | Cronologia completa delle presenze e delle reti in nazionale ― Croazia under 20 | Cronologia completa delle presenze e delle reti in nazionale ― Croazia under 20 | Cronologia completa delle presenze e delle reti in nazionale ― Croazia under 20 | Cronologia completa delle presenze e delle reti in nazionale ― Croazia under 20 |
| Data                                                                            | Città                                                                           | In casa                                                                         | Risultato                                                                       | Ospiti                                                                          | Competizione                                                                    | Reti                                                                            | Note                                                                            |
| ------------------------------------------------------------------------------- | ------------------------------------------------------------------------------- | ------------------------------------------------------------------------------- | ------------------------------------------------------------------------------- | ------------------------------------------------------------------------------- | ------------------------------------------------------------------------------- | ------------------------------------------------------------------------------- | ------------------------------------------------------------------------------- |
| 16-11-2019                                                                      | Elbasan                                                                         | Albania under 20                                                                | 0 – 1                                                                           | Croazia under 20                                                                | Amichevole                                                                      | -                                                                               | 78’                                                                             |
| 26-3-2021                                                                       | Zagabria                                                                        | Croazia under 20                                                                | 4 – 1                                                                           | Turchia under 20                                                                | Amichevole                                                                      | -                                                                               | 73’                                                                             |
| Totale                                                                          |                                                                                 | Presenze                                                                        | 2                                                                               |                                                                                 | Reti                                                                            | 0                                                                               |                                                                                 |

## Palmarès

### Club

#### Competizioni nazionali
- Coppa di Croazia: 1

Rijeka: 2019-2020